# Juanoto Berardi
Pour les articles homonymes, voir Berardi.
Juanoto Berardi (né à Florence en 1457, mort à Séville, le 15 décembre 1495), en italien Giannotto Berardi, était un marchand florentin établi à Séville, spécialisé dans le trafic d'esclaves et le commerce d'orchilla. Il a fourni soutien et financement à Christophe Colomb pour la découverte de l'Amérique, ce qui l'a mené à la ruine.

## Biographie
La famille Berardi s'est consacrée à la production de soie dans la bourgade de San Pancracio, près de Florence. Giannotto, né en 1457, s'est déplacé très jeune à Lisbonne pour y rejoindre son père, le chef d'entreprise Lorenzo Berardi. Il se consacre alors à la traite d'esclaves, associé avec son frère Gianetto et Bartolomeo Marchionni.
Berardi s'installe à Séville à partir de 1485. Là il recevait les esclaves que lui envoyait son partenaire Marchioni, qui avait en concession une bonne part de la traite portugaise d'esclaves africains. Outre les esclaves, Berardi s'est consacré au commerce de l'orchilla, comptant comme partenaires le génois Francisco de Riberol et l'anglais John Day, et à d'autres produits comme le bois ou les tissus. En 1489 il a dû accorder un prêt forcé à la Couronne de 60 000 maravédis pour financer le siège de Baza, pendant les Guerres de Grenade.
À la fin des années 1480 ou au début des années 1490, il reprend la délégation commerciale à Séville de Lorenzo di Pierfrancesco de Médicis, par recommandation de Donato Nicolini. En 1491 ou 1492, un autre florentin envoyé par Lorenzo di Pierfrancesco entre au service de Berardi: Amerigo Vespucci. Les autres collaborateurs de Berardi ont été Francisco Ridolfo, Jerónimo Rufaldi, Lorenzo de Rabata et Diego d'Ocaña.
Berardi devient une figure centrale dans le cercle qui a favorisé l'expansion castillane sur l'Atlantique, tant pour les Canaries que pour les Indes. Il présente Christophe Colomb d'abord au duc de Médine Sidonia et enfin à la cour des Rois Catholiques.
Il finance avec le banquier génois Francisco de Riberol, la conquête par Alonso Fernández de Lugo de l'île de la Palma, en 1492 Pour cette raison, il était à la Cour, en dehors de Grenade, lorsque les Rois ont signé les Capitulations de Santa Fe avec Colomb en avril 1492,. Pour son premier voyage en Inde, Colomb devait apporter 500 000 maravedis, un capital qu'il ne possédait pas personnellement. Bien qu'on ne soit pas sûr de qui l'a prêté, l'historienne Consuelo Varela a soutenu que c'était probablement Berardi. Lorsque Colomb est revenu de cette expédition, Berardi fut l'une des premières personnes qu'il visita. Le 23 mai 1493, il reçut de la Couronne la mission de construire un navire pour l'amiral, qui devint finalement une flotte de 17 navires qui navigua pour les Indes le 25 septembre (deuxième voyage de Colón),. Peu de temps après, Berardi reçoit chez lui Bartolomé Colomb, frère de l'amiral, avant de partir pour Hispaniola. En 1494, les frères Colomb envoient à Berardi un grand contingent d'esclaves avec lequel ils espéraient obtenir de grands avantages économiques, mais les Rois ont annulé la vente par des doutes de sa légalité. Cette même année, Berardi reçoit la "naturalisation"[précision nécessaire] de la Couronne de Castille et rédige un mémoire aux Rois dans lequel il recommande d'ouvrir les affaires des Indes à une initiative privée au lieu de la limiter à un monopole entre Colomb et la Couronne En 1495, il reçoit de la Couronne l'ordre d'armer douze caravelles pour approvisionner Colomb à Hispaniola. En raison du manque de fonds, il ne peut en équiper que quatre, qui sont finalement mises à la mer en janvier 1496, alors que  Berardi est déjà décédé. Toutes les quatre font naufrage au large de Cadix.
Berardi a investi et a perdu beaucoup d'argent dans les expéditions de Colomb, s'obstinant même lorsqu'il était devenu clair qu'il n'avait pas trouvé un raccourci vers l'Asie. Il a négligé ses autres entreprises et a rompu ses liens avec Nicolini et Lorenzo di Pierfrancesco. Dans son testament en 1495 il a dit que Colomb lui devait 180 000 maravédis, de sorte qu'il a laissé de grandes dettes à ses partenaires commerciaux. En 1512, ses héritiers devaient encore 144 000 maravedis à Vespucci.

## Famille
- Père : Lorenzo Berardi
- Mère :
- Frères : Gianetto Berardi
- Épouse : Elvira Ramírez, qu'a fait testament en 1507.
- Fils : au moins deux, Lorenzo (mort à Florence en 1494) et María, déclarée héritière universelle dans le testament de Berardi.

À Séville, la famille de Berardi a résidé dans la rue Francs. Juanoto a été enterré probablement dans l'église de San Román.